# Strobilanthes merrillii
Strobilanthes merrillii är en akantusväxtart som beskrevs av C. B. Cl.. Strobilanthes merrillii ingår i släktet Strobilanthes och familjen akantusväxter. Inga underarter finns listade i Catalogue of Life.